# Токачі (вулканічна група)
Вулканічна група Токачі (яп. 十勝火山群, Tokachi-kazangun) — вулканічна група, яка складається головним чином з стратовулканів розташованих уздовж південно-західно-північно-східної осі в Хоккайдо, Японія.
Вулканічна група знаходиться у Курильській дузі Тихоокеанського вогняного кільця і складається з андезитових, базальтових і дацитових стратовулканів і лавових куполів. Група отримала свою назву від найвищої вершини групи, гори Токачі. Нещодавня активність зосереджена на північно-західному кінці.

## Список вулканів
У наступній таблиці перераховані гори вулканічної групи.
| Ім'я                                                                    | Висота (метри) | Висота (фути) | Координати                                                              | Тип          |
| ----------------------------------------------------------------------- | -------------- | ------------- | ----------------------------------------------------------------------- | ------------ |
| гора Токачі (Дайсецузан) (яп. 十勝岳, Tokachi-dake)                     | 2077           | 6814          | 43°25′ пн. ш. 142°41′ сх. д. / 43.417° пн. ш. 142.683° сх. д.           | Стратовулкан |
| Гора Біей (яп. 美瑛岳, Biei-dake)                                       | 2052,3         | 6733,3        | 43°26′24″ пн. ш. 142°42′23″ сх. д. / 43.44000° пн. ш. 142.70639° сх. д. | Стратовулкан |
| гора Опутатешіке (яп. オプタテシケ山, Oputateshike-yama)                | 2013           | 6604          | 43°28′13″ пн. ш. 142°45′6″ сх. д. / 43.47028° пн. ш. 142.75167° сх. д.  |              |
| гора Каміхорокаметтоку (яп. 上ホロカメットク山, Kami-horokamettoku-san) | 1920           | 6300          | 43°24′17″ пн. ш. 142°40′18″ сх. д. / 43.40472° пн. ш. 142.67167° сх. д. | Стратовулкан |
| гора Фурано (яп. 富良野岳, Furano-dake)                                 | 1912,1         | 6273,3        | 43°23′37″ пн. ш. 142°38′5″ сх. д. / 43.39361° пн. ш. 142.63472° сх. д.  | Стратовулкан |
| Біей Фуджі (яп. 美瑛富士, Biei-fuji)                                    | 1888           | 6194          | 43°27′10″ пн. ш. 142°42′49″ сх. д. / 43.45278° пн. ш. 142.71361° сх. д. | Стратовулкан |
| гора Бебецу (яп. ベベツ岳, Bebetsu-dake)                                | 1860           | 6100          | 43°27′48″ пн. ш. 142°44′5″ сх. д. / 43.46333° пн. ш. 142.73472° сх. д.  | -            |

Інші піки включають:
- Конус Чуо-Какокю
- Стратовулкан Ко-Токачі-Даке
- Стратовулкан Мае-Токачі-Даке
- Конус Мару-Яма
- Стратовулкан Нокогірі-Даке
- Конус Сурібачі-Какокю
- Стратовулкан Тайрага-Даке

## Дивіться також
- Список вулканів Японії

## Зовнішні посилання
- Токачідаке — Японське метеорологічне агентство(яп.)
- Група вулканів Токачі Даке — Геологічна служба Японії
- Токачідаке: Глобальна програма вулканізму — Смітсонівський інститут